# غلاب (اسم)
غلاب هو اسم علم مذكر من أصل عربي، ومعناه هو على صيغة المبالغة من غالب، الكثير الغلبة الشديد القهر.

## وصلات خارجية
- موسوعة السلطان قابوس لأسماء العرب نسخة محفوظة 5 أبريل 2019 على موقع واي باك مشين.